# Jordanowie herbu Trąby

Herb Trąby

Jordanowie – polski ród szlachecki, herbu Trąby.
Protoplastą rodu był Hanko z Zakliczyna, żupnik wielicki. Jordanowie znaczną pozycję w Małopolsce osiągnęli w XV w., a szczyt ich potęgi przypada na wiek XVI. Byli właścicielami dużych włości na pogórzu karpackim z zamkami w Zakliczynie i Melsztynie. Sięgali po liczne urzędy, m.in. na przełomie XV i XVI w. dzierżyli starostwo spiskie. W XVIII wieku przegranie wieloletniego procesu z Wielopolskimi o ordynację pińczowską po wymarłych Myszkowskich doprowadziło rodzinę Jordanów do ruiny.
Znani członkowie rodu:
- Spytek Wawrzyniec Jordan (1518–1568) – kasztelan i wojewoda krakowski
- Michał Jordan – wojewoda bracławski
- Adam Jordan (zm. 1763) – kasztelan wojnicki
- Zygmunt Jordan (zm. 1866) – generał w czasie powstania styczniowego
- Henryk Jordan (zm. 1907) – lekarz i społecznik, twórca idei ogrodów jordanowskich